# Yitzhak Rabin
Yitzhak Rabin (1. marts 1922 i Jerusalem – 4. november 1995 i Tel Aviv) var en israelsk politiker. Premierminister fra 1974 til 1977 og igen fra 1992 til 1995. Han modtog Nobels fredspris i 1994 sammen med Shimon Peres og Yasser Arafat.
Den 4. november 1995 blev Rabin myrdet i Tel Aviv af en jødisk fundamentalist, Yigal Amir. Amir var modstander af den mellemøstlige fredsproces, der blandt andet betyder, at Israel skal opgive flere bosættelser i områder, som fundamentalisterne betragter som helligt land.[kilde mangler]